# سیدلی
سیدلی یکی از روستاهای استان آذربایجان شرقی است که در دهستان قشلاق بخش مرکزی شهرستان اهر واقع شده‌است.این روستا ۱۴۴ نفر جمعیت دارد.